# حداب الطراشمة (القطن)
'

تعديل مصدري - تعديل

حداب الطراشمة هي إحدى قرى عزلة وادي سر بمديرية القطن التابعة لمحافظة حضرموت، بلغ تعداد سكانها 100 نسمة حسب تعداد اليمن لعام 2004.